# Thành cổ Baku
Thành cổ Baku hay Nội thành Baku (tiếng Azerbaijani: İçərişəhər) là vùng lõi lịch sử của Baku, thủ đô của Azerbaijan. Đây là phần cổ kính nhất của Baku, được bao quanh bởi những bức tường dễ dàng phòng thủ. Năm 2007, khu vực thành cổ có dân số khoảng 3000 người. Trong tháng 12 năm 2000, thành cổ của Baku bao gồm cả cung điện Shirvanshah và tháp Maiden, đã trở thành địa điểm đầu tiên của Azerbaijan được UNESCO công nhận là di sản thế giới.

## Lịch sử
Mọi người chấp nhận rộng rãi rằng thành cổ Baku bao gồm cả tháp Maiden có niên đại ít nhất là vào thế kỷ 12, với một số ít nhà nghiên cứu cho rằng nó có niên đại từ thế kỷ thứ 7. Cho đến nay vấn đề này vẫn chưa được làm sáng tỏ hoàn toàn.
Trong thời kỳ Trung Cổ của Baku, một số di tích chẳng hạn như tháp giáo đường Synyg Gala (thế kỷ 11), các bức tường và tháp pháo đài (thế kỷ 11-12), háp Maiden, nhà tắm Hajji Gayyib và quán trọ lữ hành Multani (thế kỷ 15), cung điện của Shirvanshah (thế kỷ 15-16), nhà tắm Gasimbey và quán trọ lữ hành Bukhara (thế kỷ 16) đã được xây dựng.
Năm 1806, khi Baku bị Đế quốc Nga chiếm đóng trong Chiến tranh Nga-Ba Tư (1804–13), thành cổ có 500 hộ gia đình và 707 cửa hàng, hầu hết đều là người dân tộc Tat. Từ năm 1807 đến năm 1811, các đoạn tường thành được sửa chữa và các công sự được mở rộng thêm. Thành phố có hai cổng là Salyan và Shemakha. Thành phố được bảo vệ bởi hàng chục khẩu đại bác đặt trên các bức tường. Cảng được mở cửa trở lại để giao thương và năm 1809, một văn phòng hải quan được thành lập.
Chính trong thời kỳ này, Baku bắt đầu phát triển vươn ra ngoài các bức tường thành, và các khu dân cư mới xuất hiện. Do đó, các thuật ngữ nội thành và ngoại thành đã được sử dụng để chỉ hai phần trong và ngoài bức tường thành. Với sự xuất hiện của người Nga, diện mạo kiến trúc truyền thống của thành cổ đã thay đổi. Nhiều tòa nhà châu Âu được xây dựng trong thế kỷ 19 và đầu thế kỷ 20, sử dụng các phong cách kiến trúc như Baroque và Gothic.
Năm 1865, một phần của bức tường thành nhìn ra biển đã bị phá bỏ, những viên đá được bán và sử dụng cho việc xây dựng một số tòa nhà ở ngoại thành. Số tiền thu được từ việc mua bán này (44.000 rúp) được dùng vào việc xây dựng Đại lộ Baku. Năm 1867, các đài phun nước đầu tiên của Baku xuất hiện ở trên đại lộ. Trong thời kỳ này, hai cổng nữa đã được mở thêm, một trong số đó là cổng Taghiyev nổi tiếng (1877). Việc mở các cửa và đường dốc tiếp tục diễn ra tốt đẹp vào thời Xô Viết. Nhà thờ Đức Mẹ Đồng Trinh Armenia được xây dựng dưới sự cai trị của Ba Tư từ năm 1797 đến năm 1799 nằm ở phía nam của tháp Maiden đã bị phá bỏ vào năm 1992.

## Di sản thế giới
Trong tháng 12 năm 2000, thành cổ của Baku với cung điện Shirvanshah và tháp Maiden đã trở thành địa điểm đầu tiên ở Azerbaijan được UNESCO công nhận là di sản thế giới. Đến năm 2003, di sản này bị đưa vào danh sách di sản thế giới bị đe dọa do thiệt hại bởi trận động đất Baku năm 2000 và công tác bảo tồn kém cộng với những nỗ lực trùng tu mơ hồ. Năm 2009, ủy ban Di sản thế giới đã ca ngợi Azerbaijan vì những nỗ lực bảo tồn thành cổ có tường bao quanh của Baku và đưa nó ra khỏi danh sách bị đe dọa.

## Hình ảnh

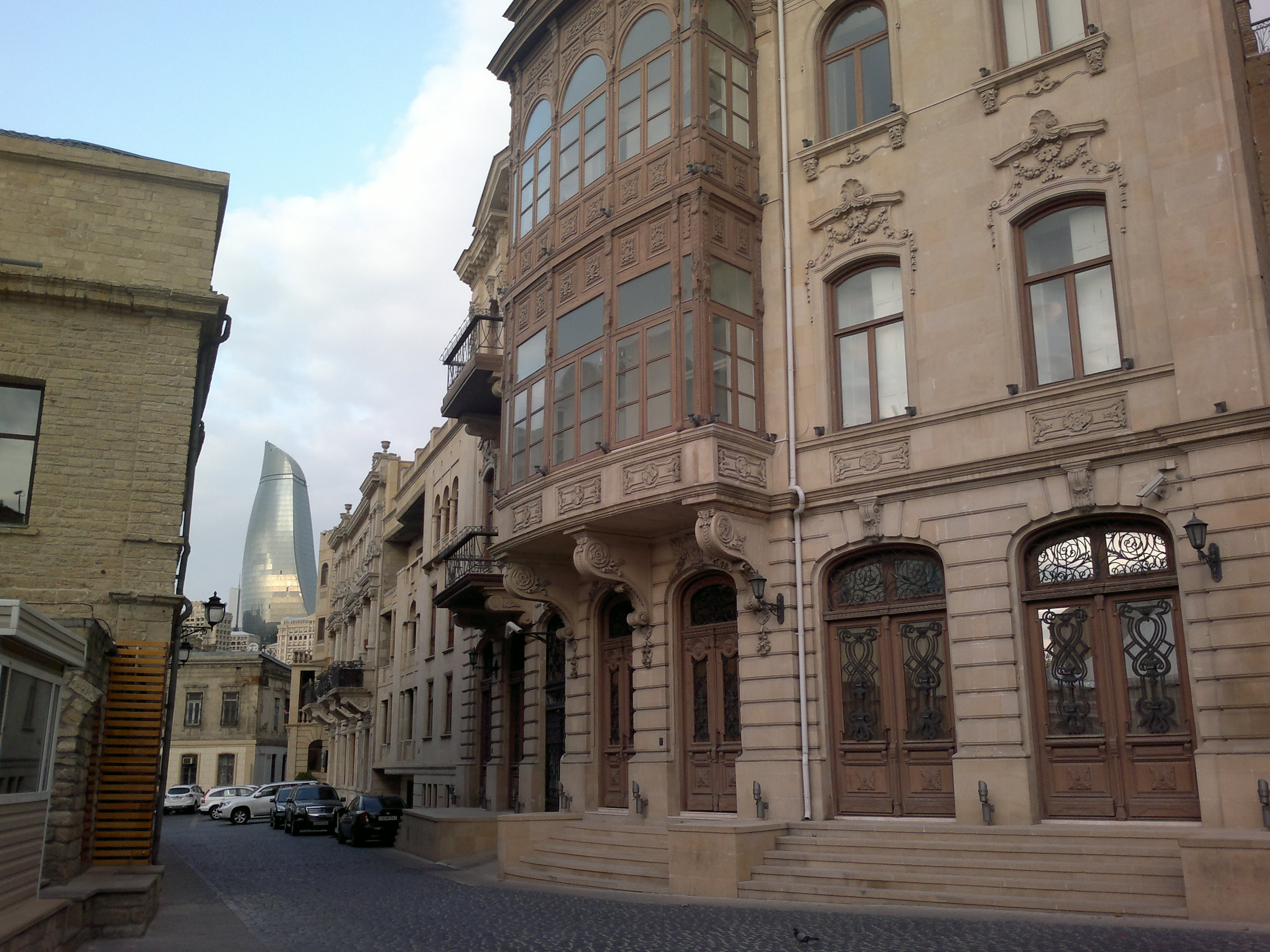
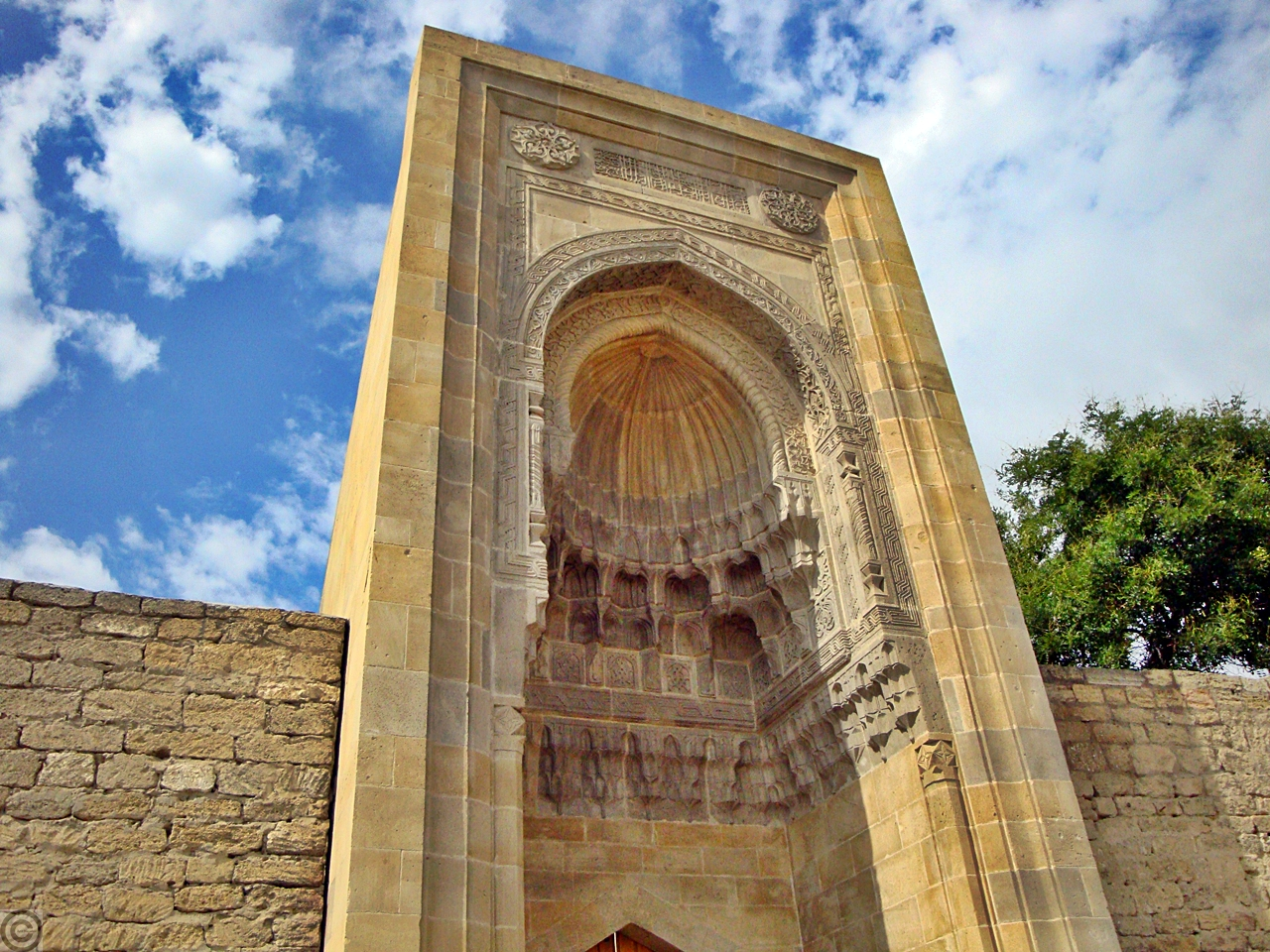
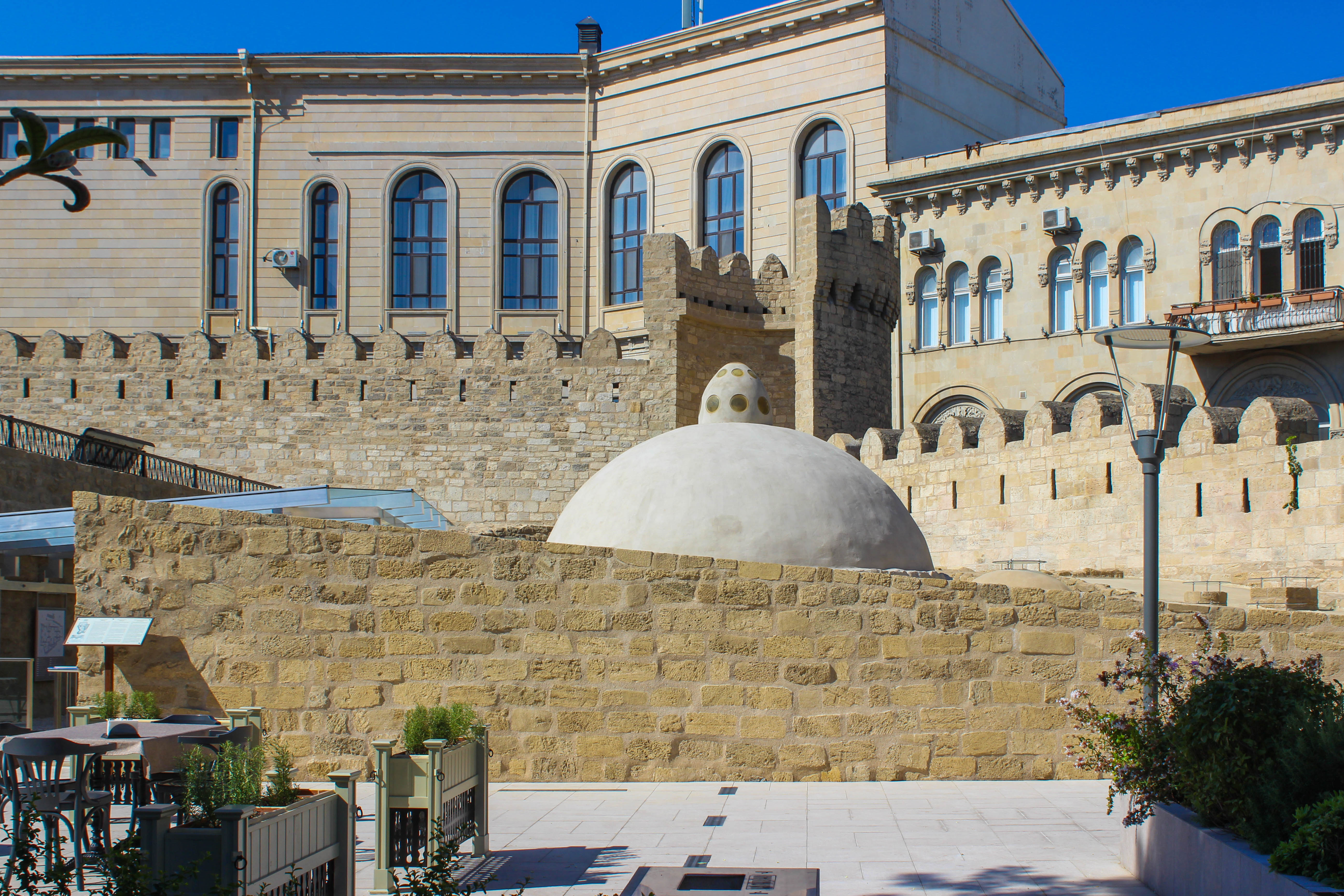
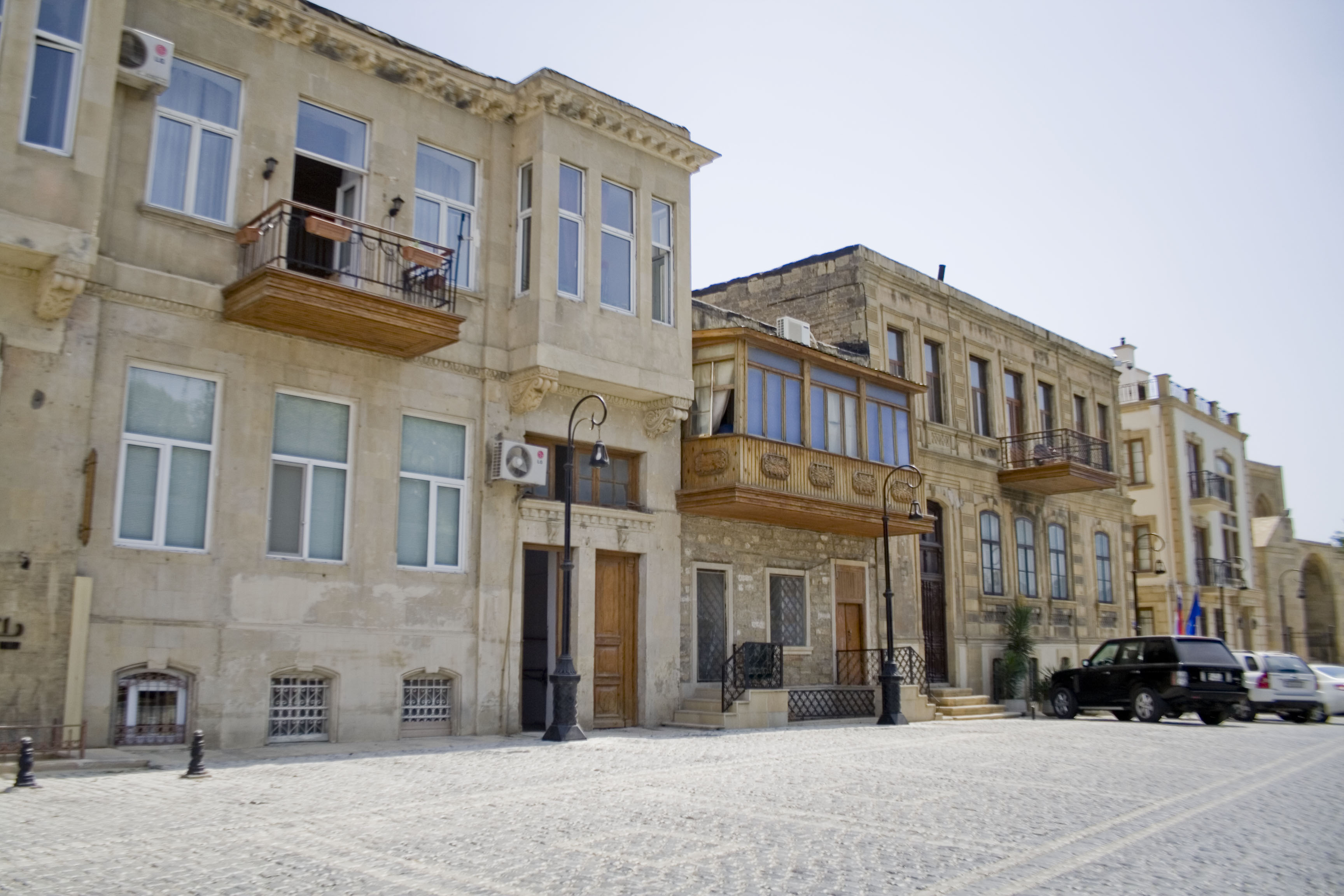
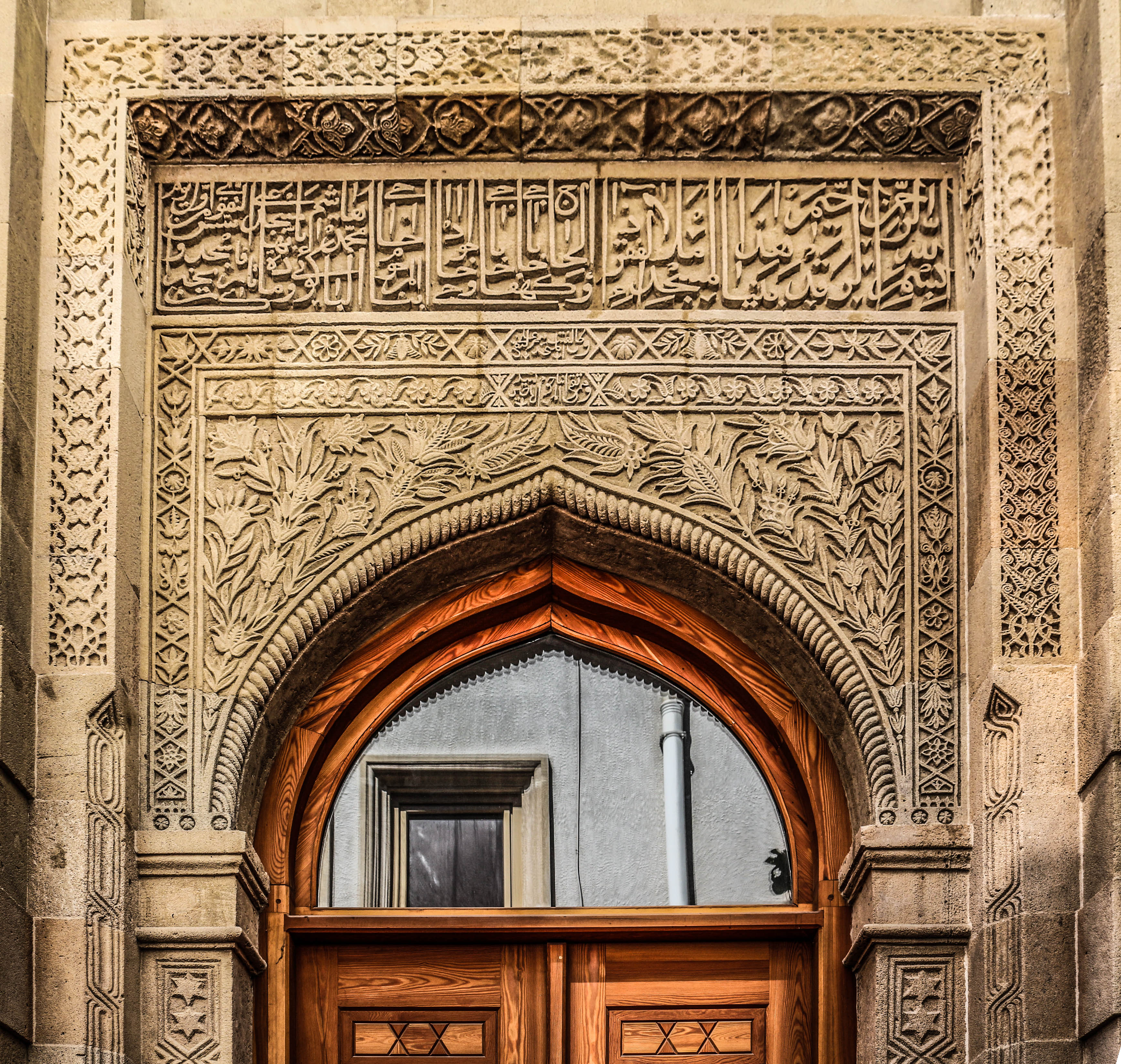
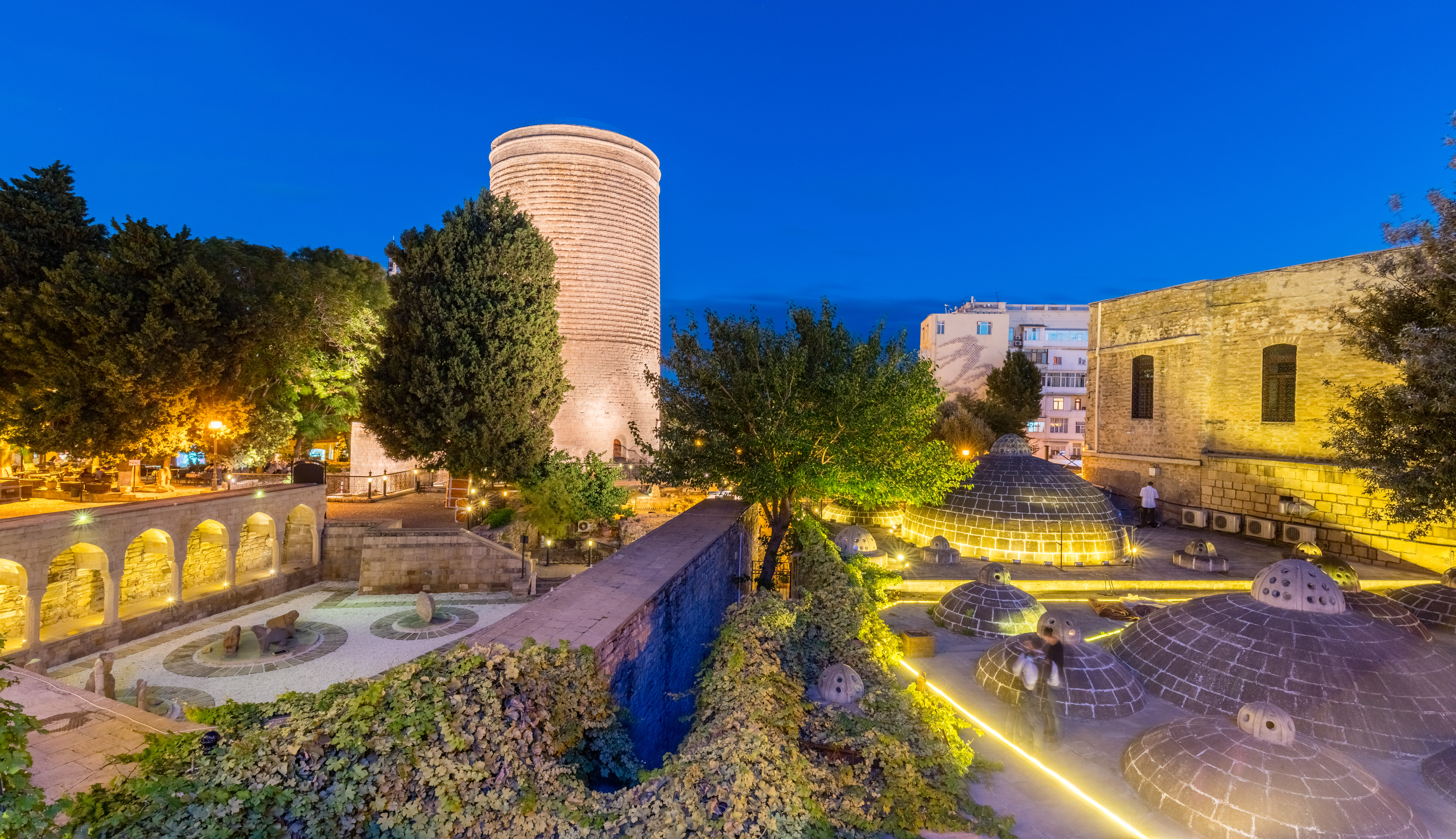
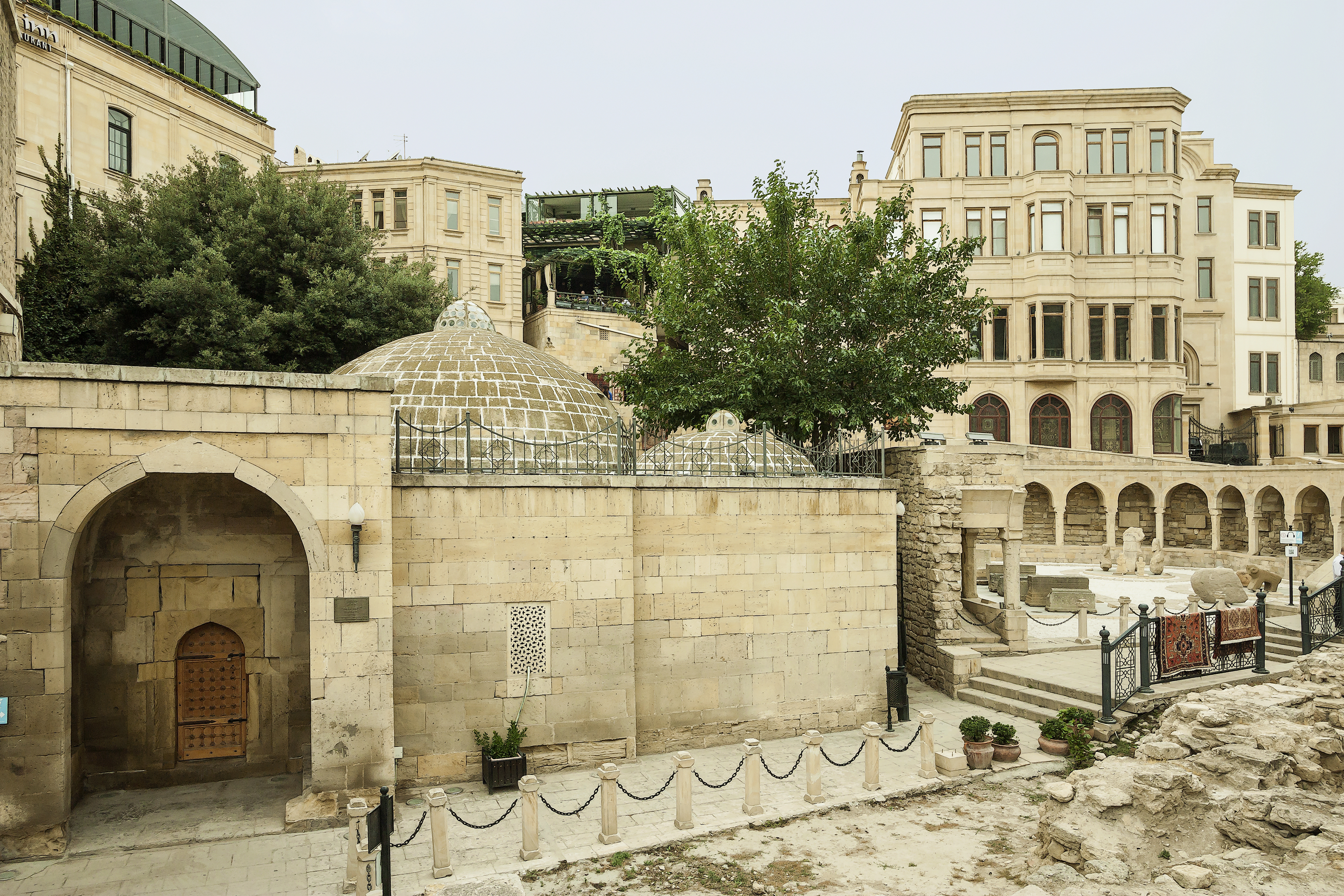
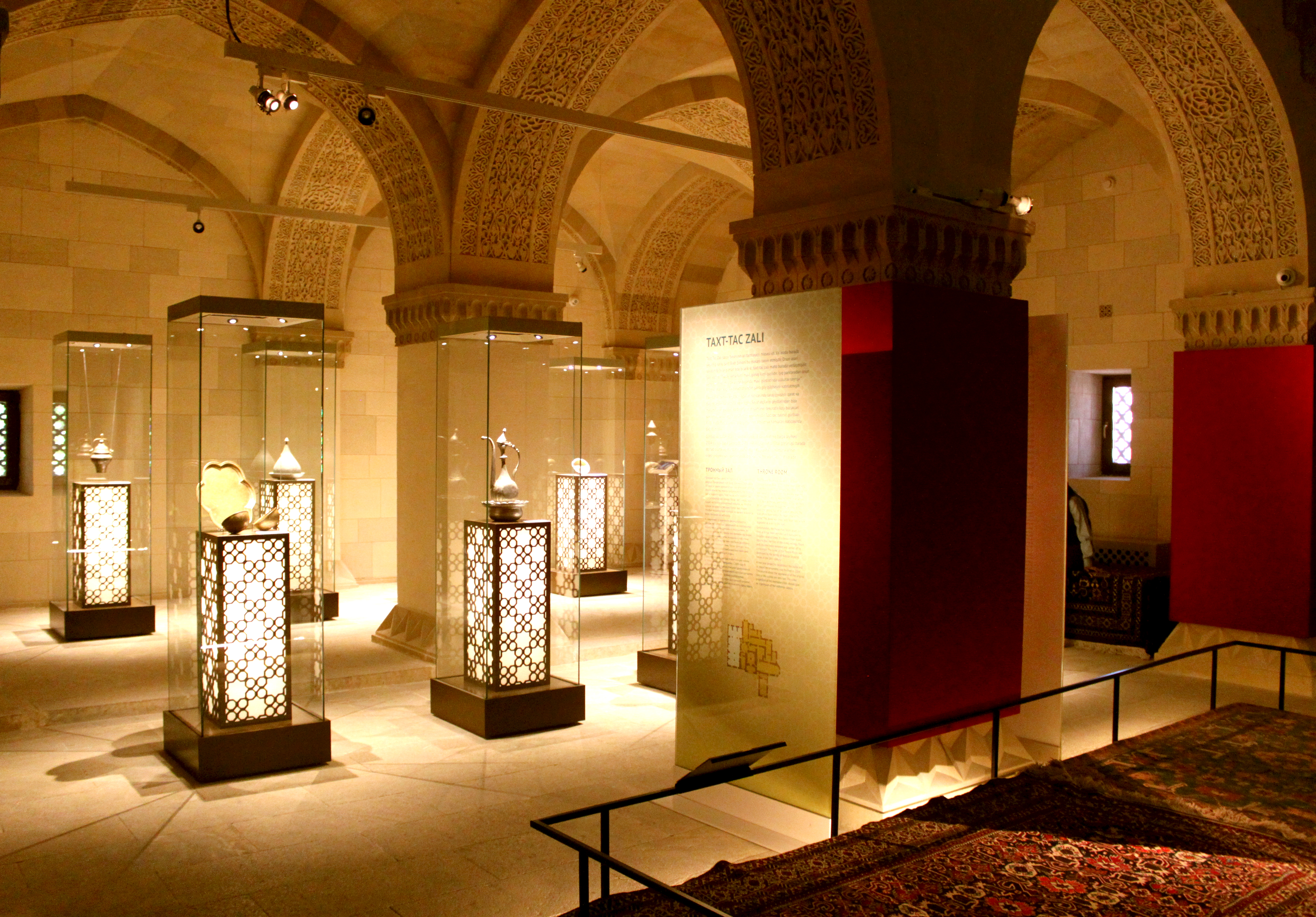
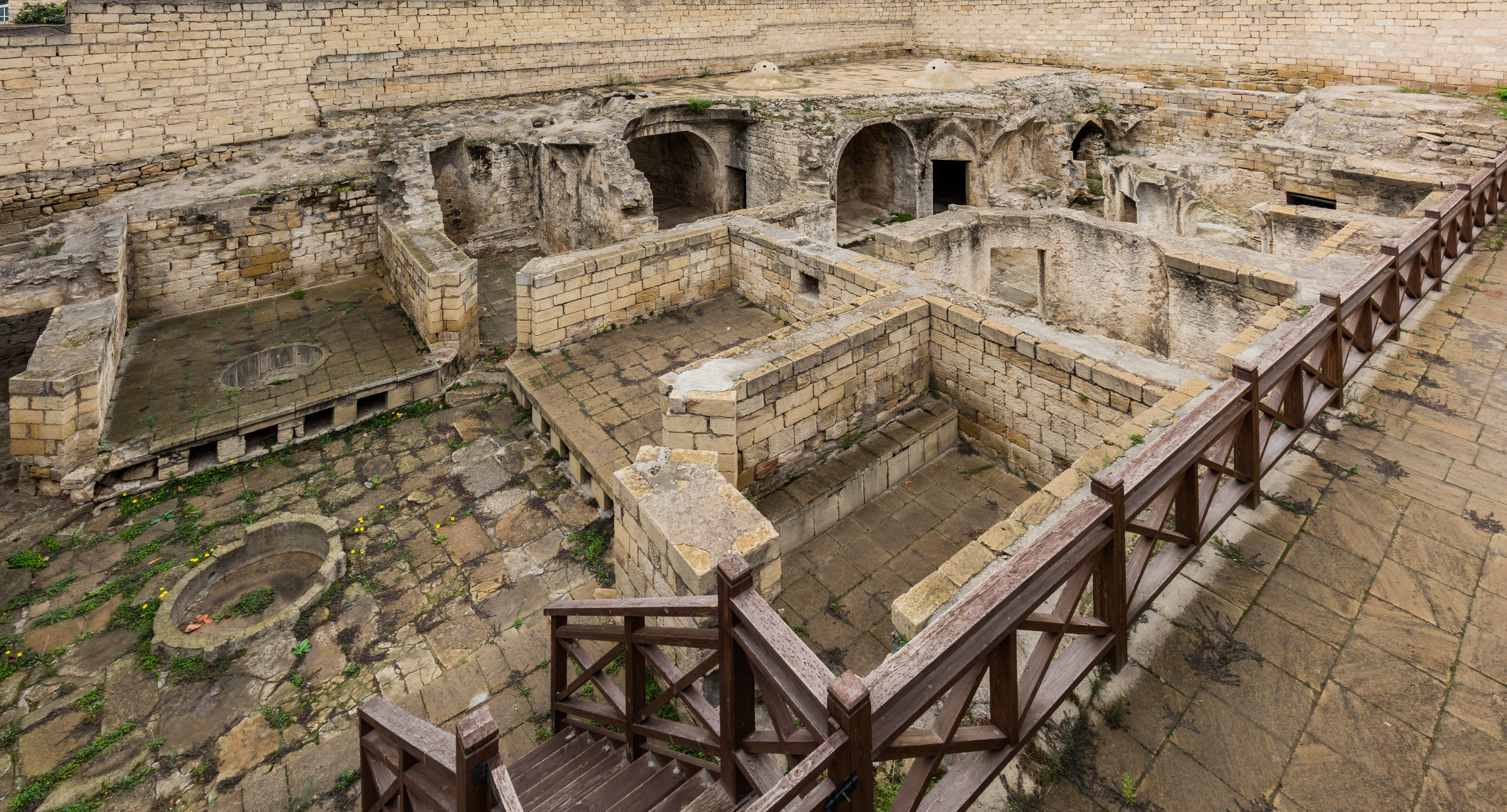
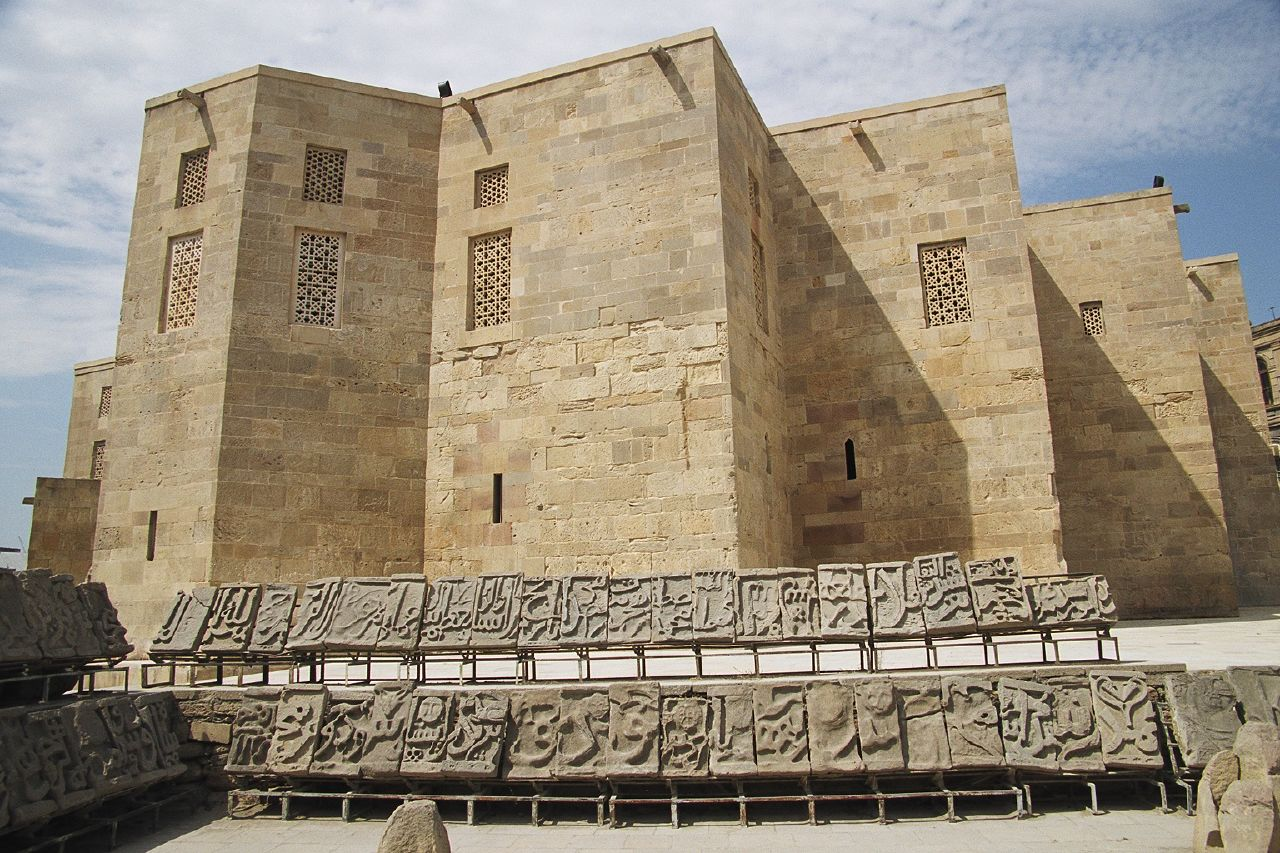
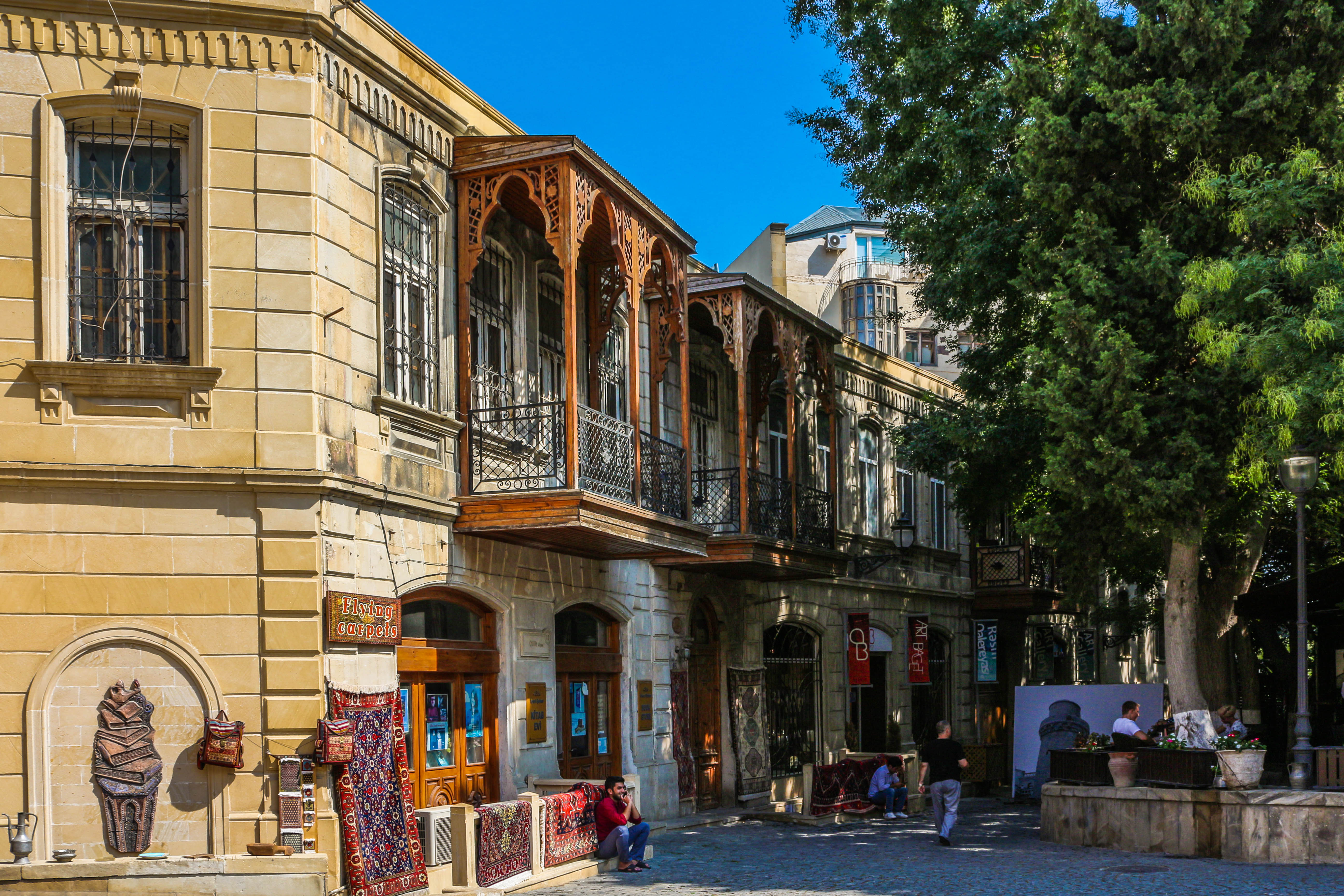
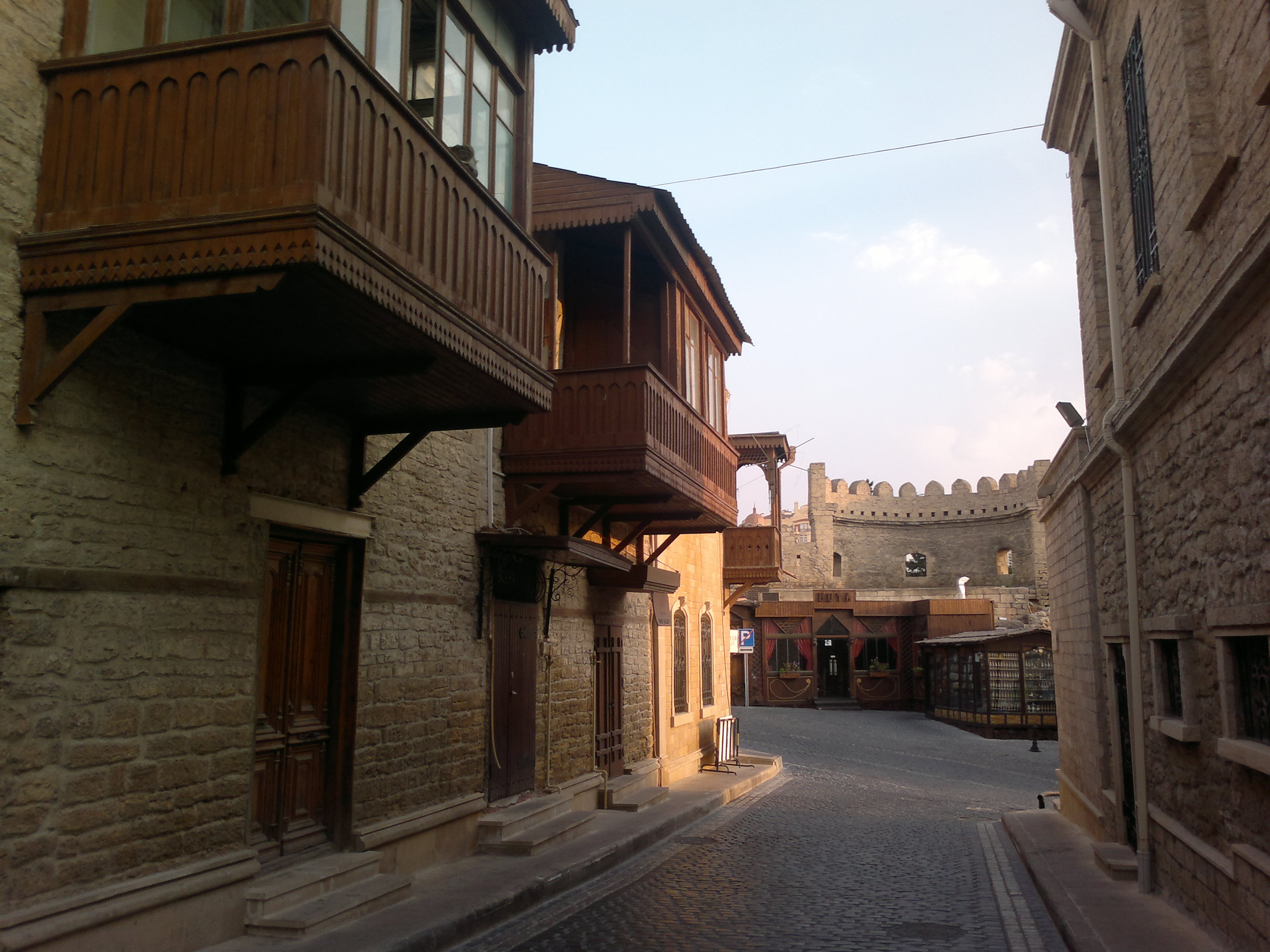
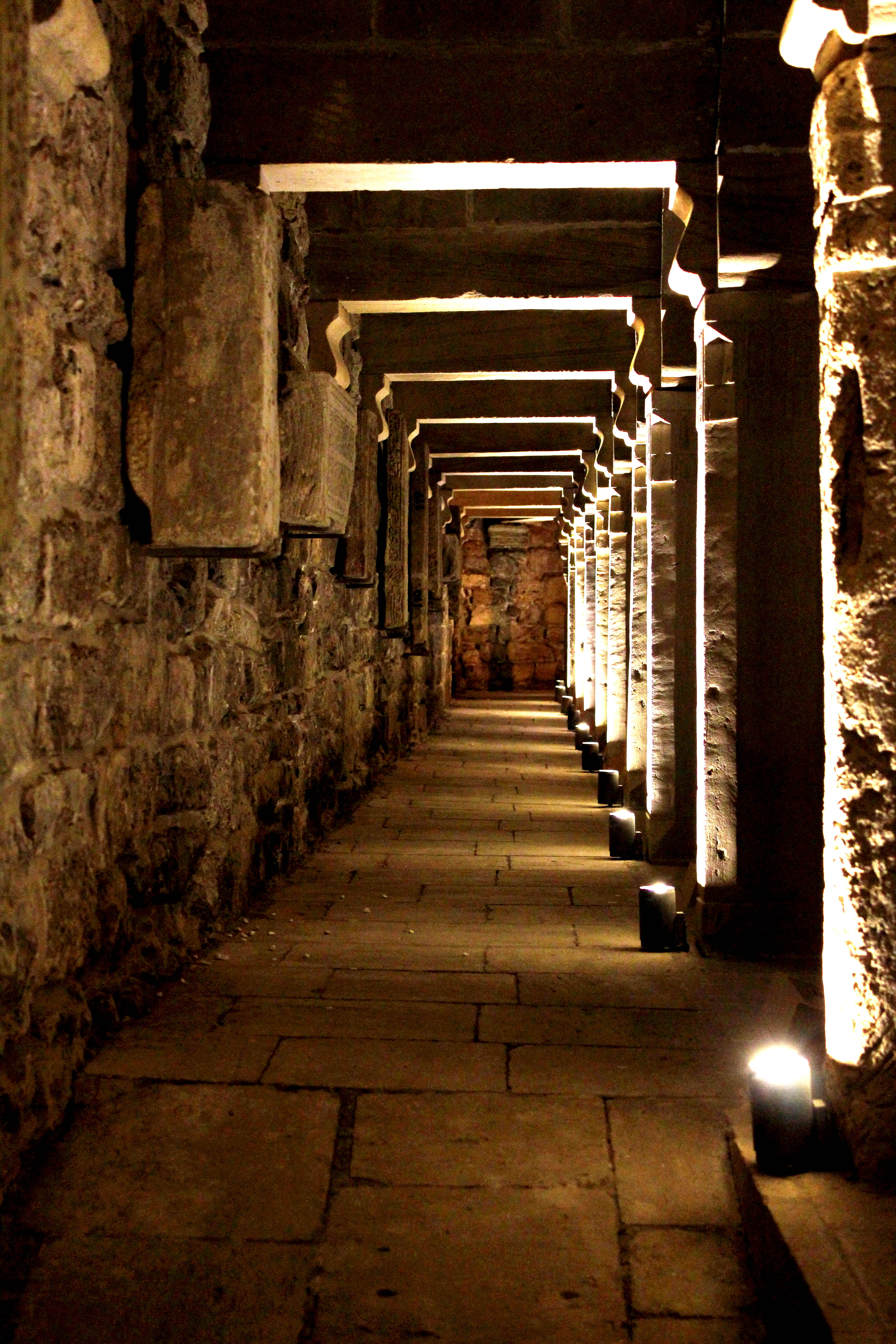
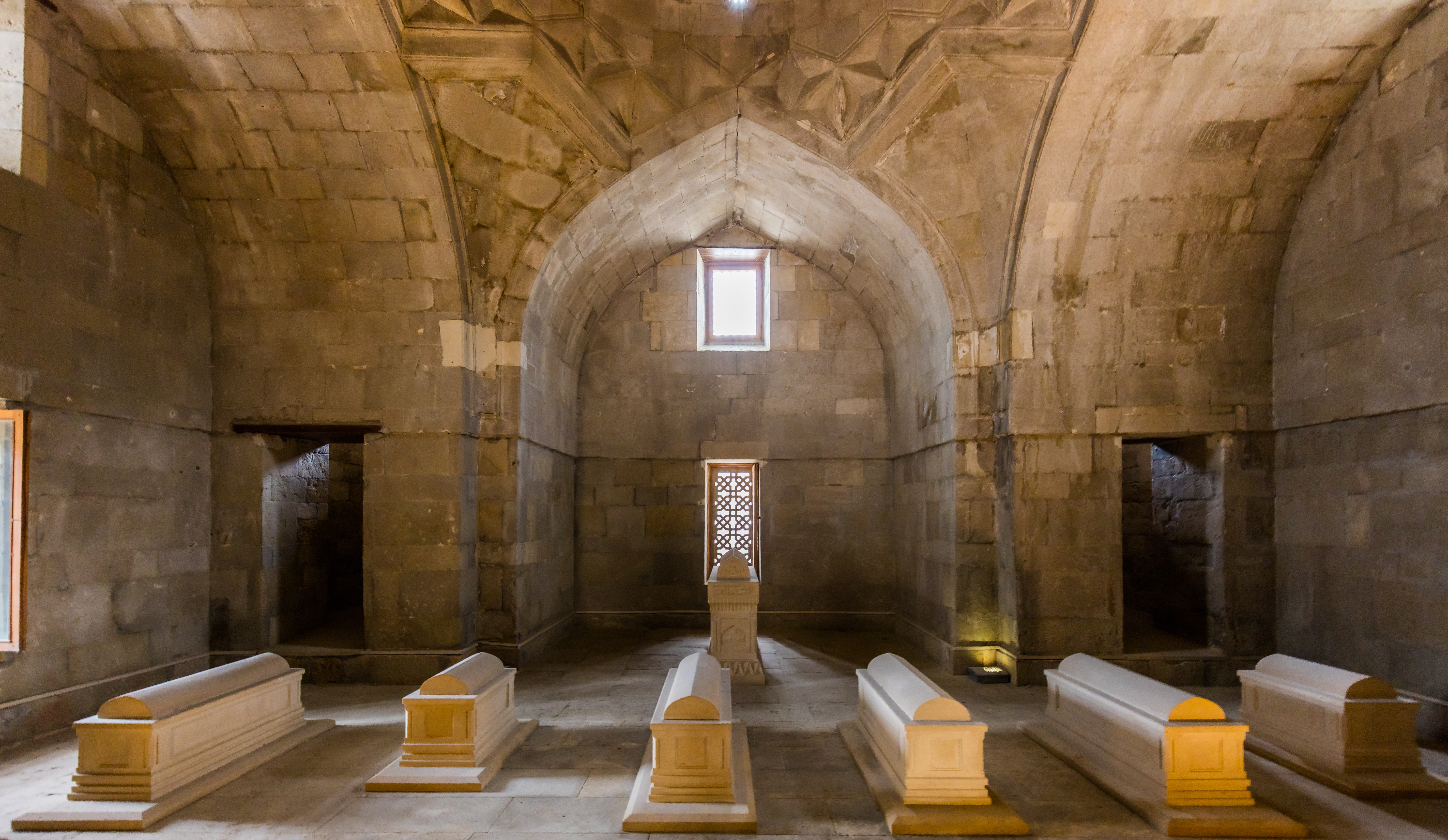
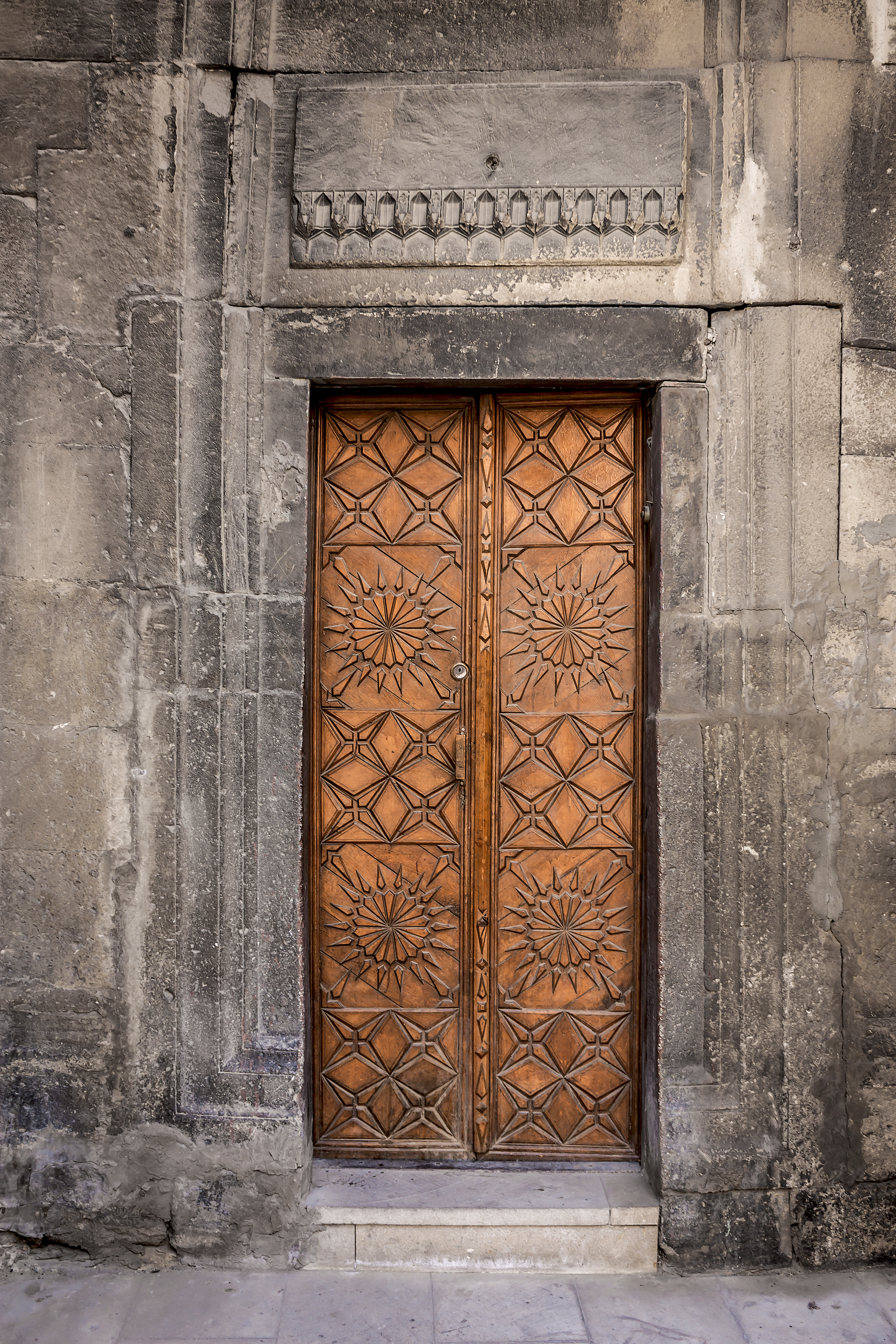
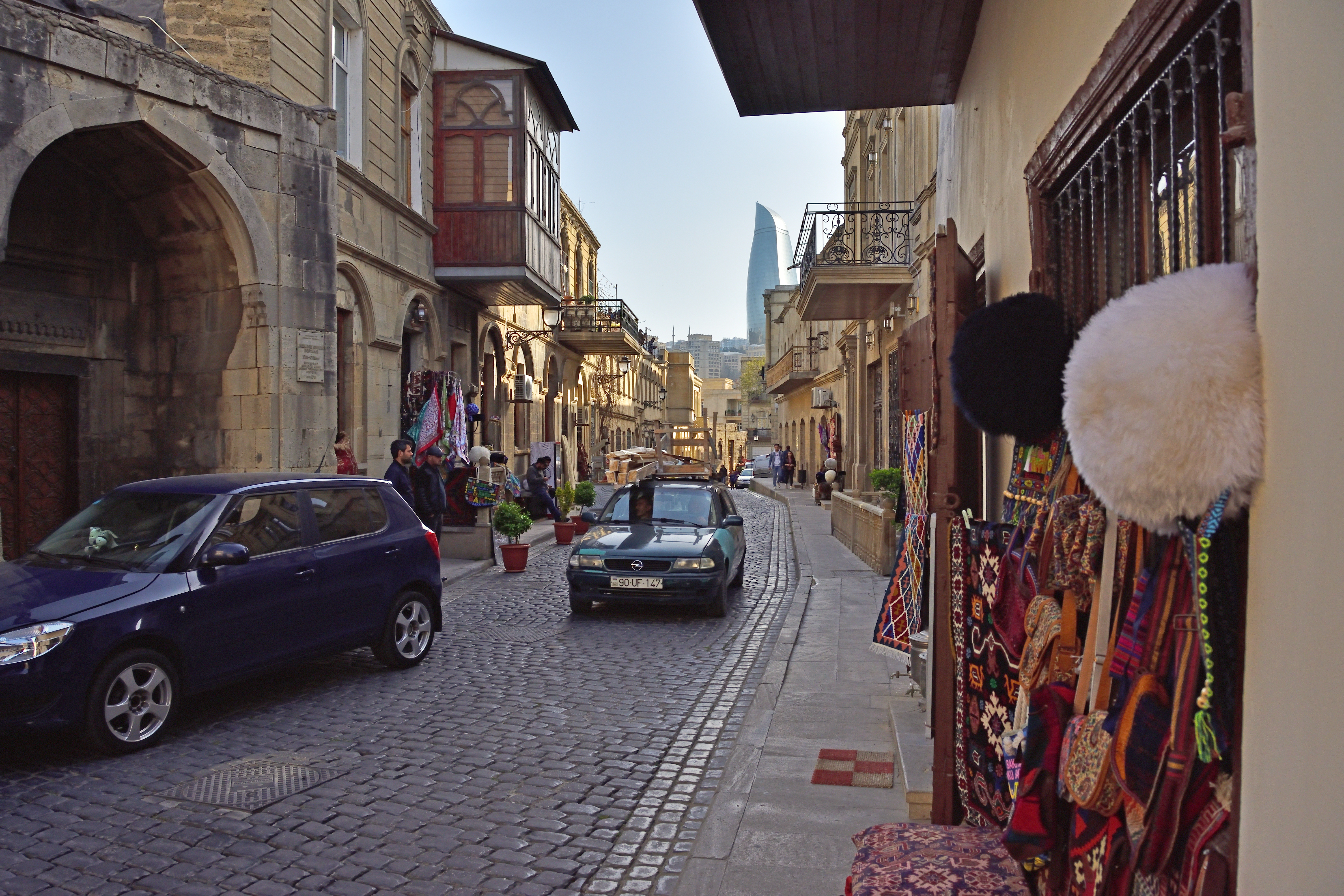
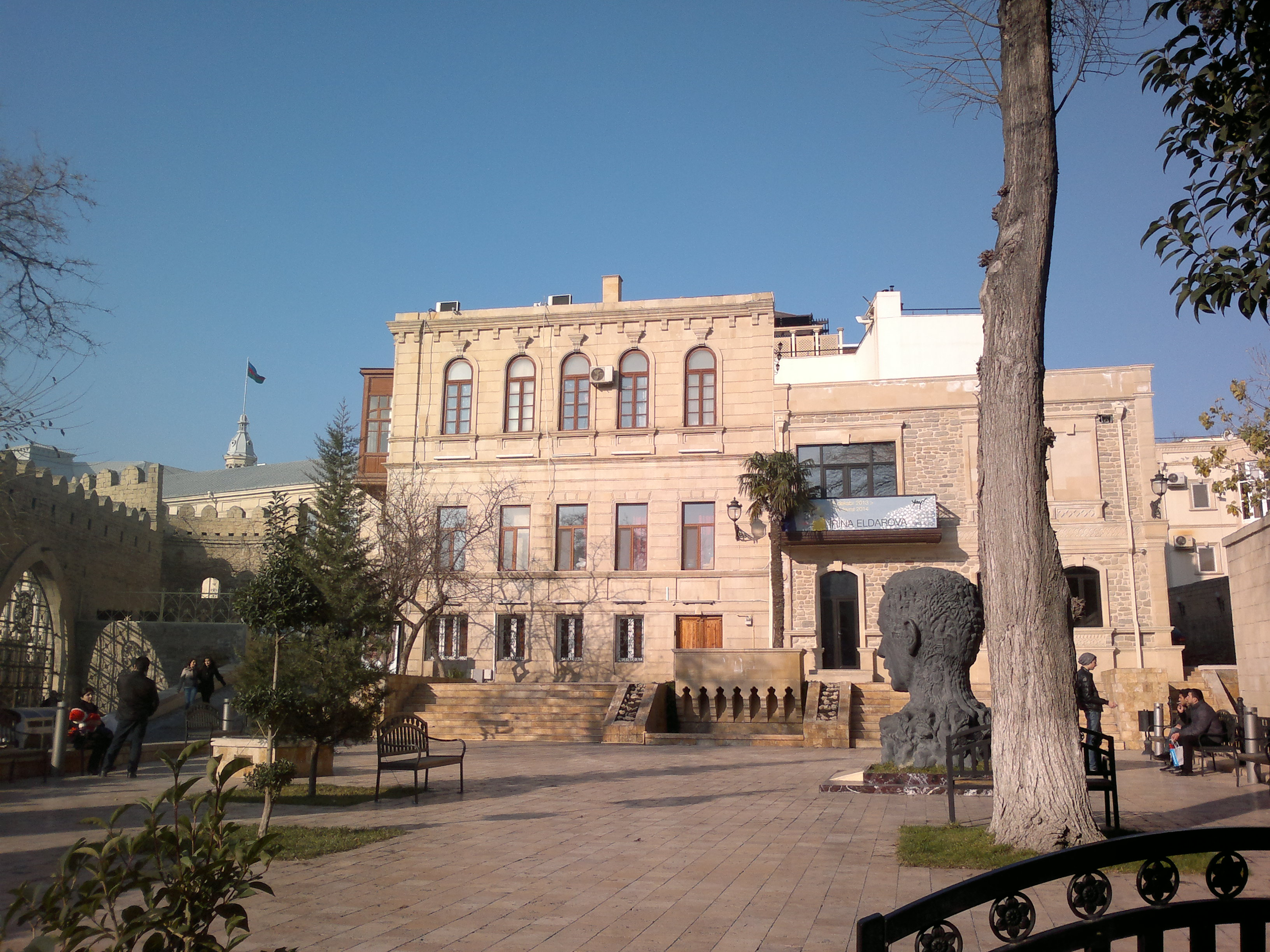
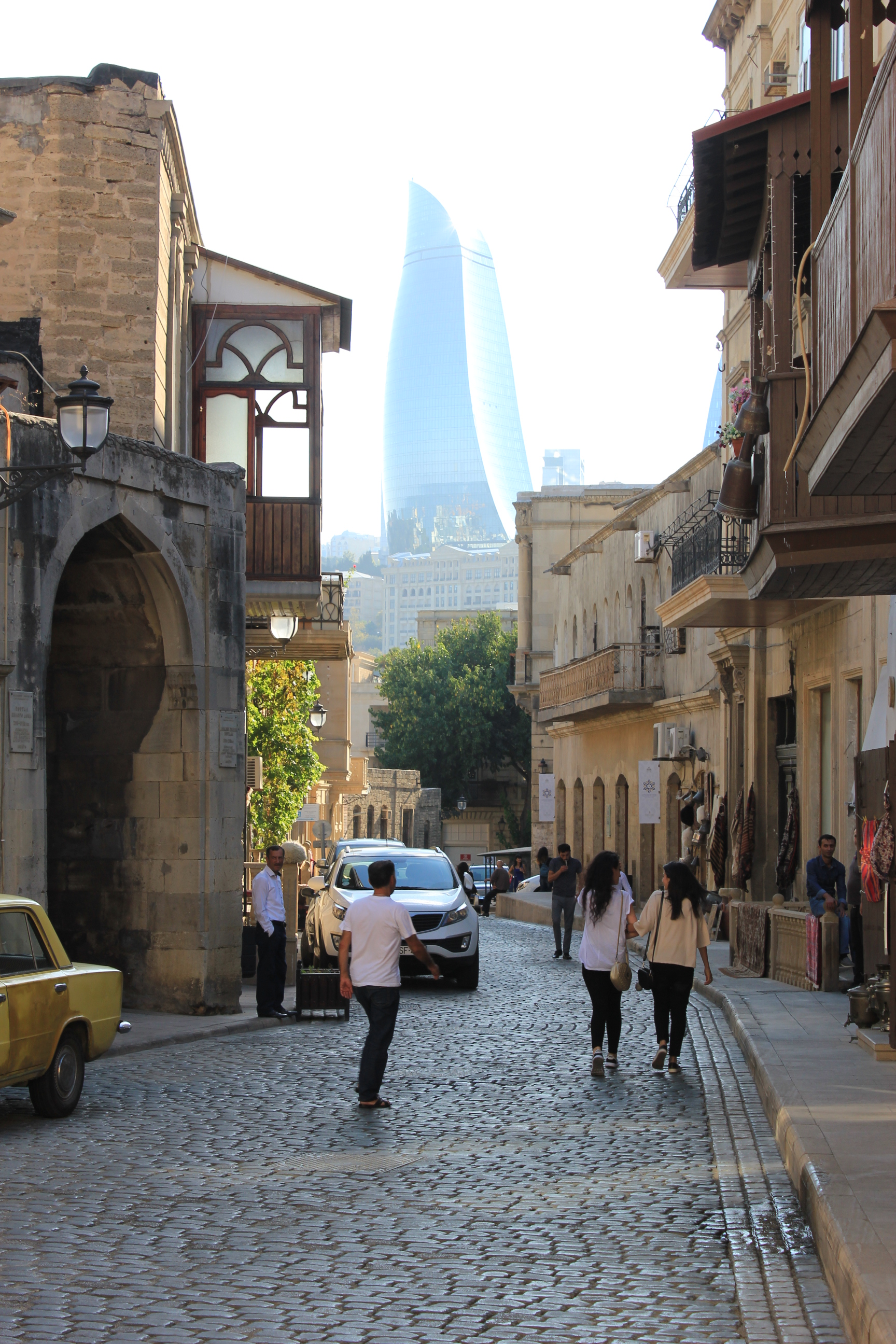
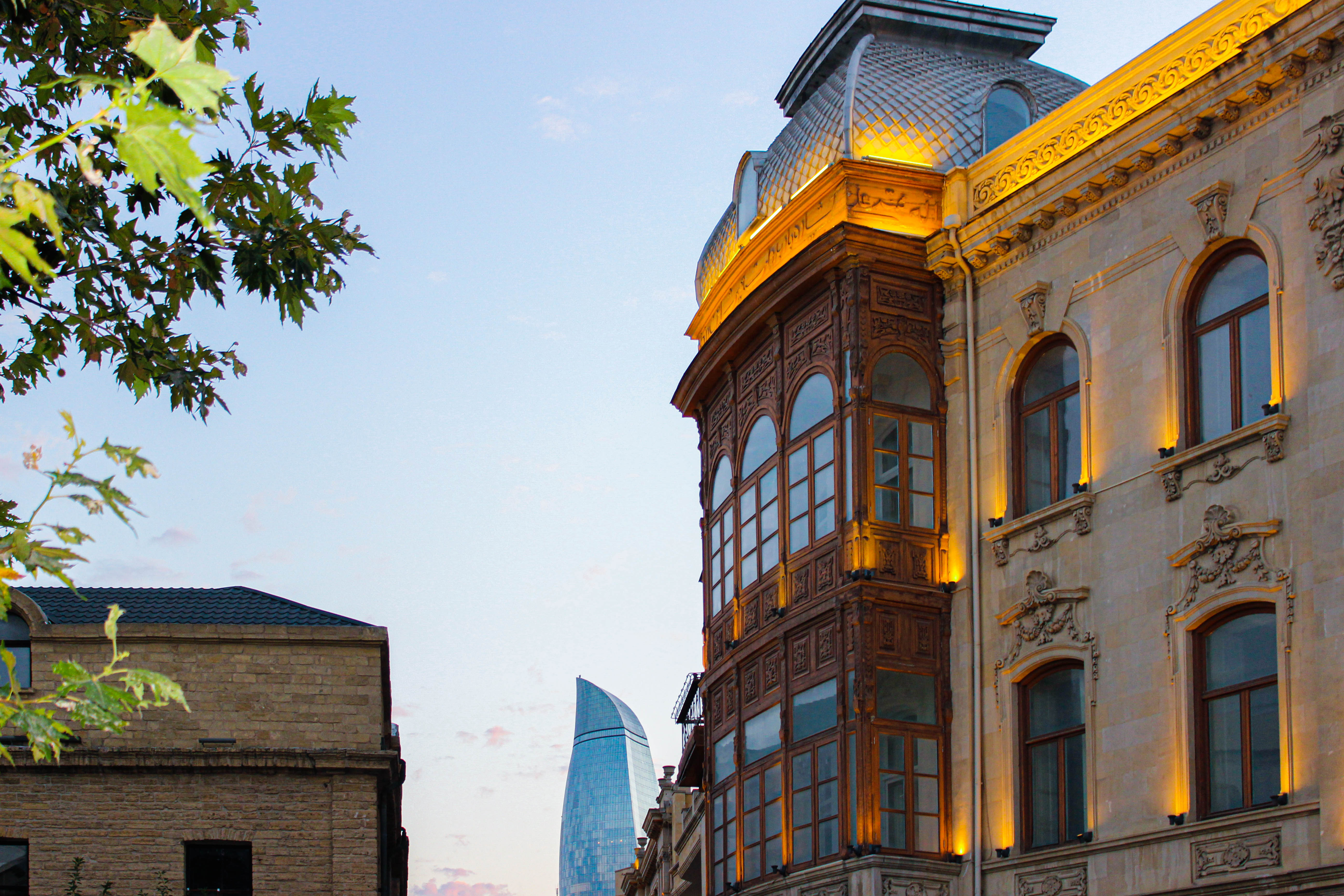
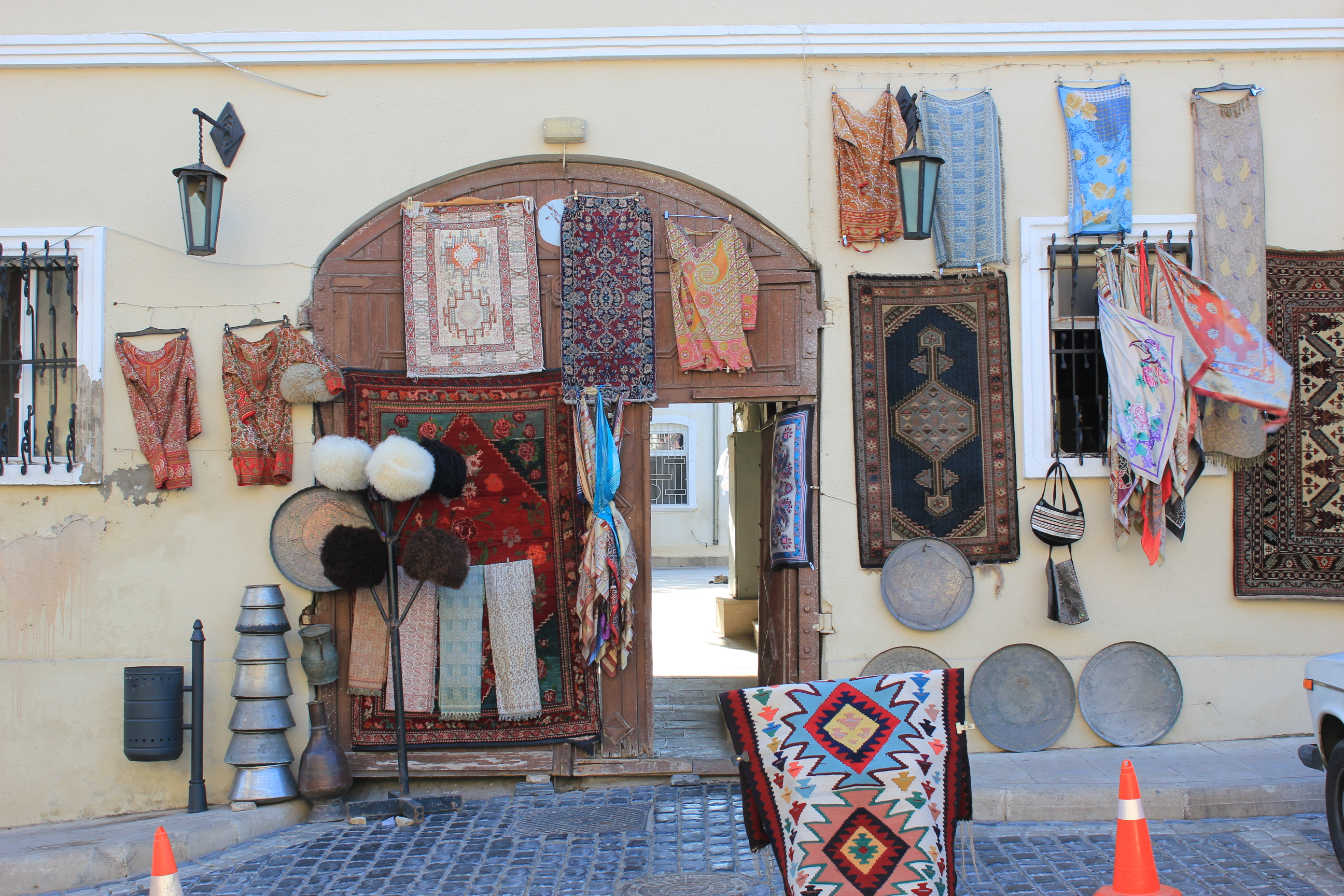
Azerbaijani Carpets
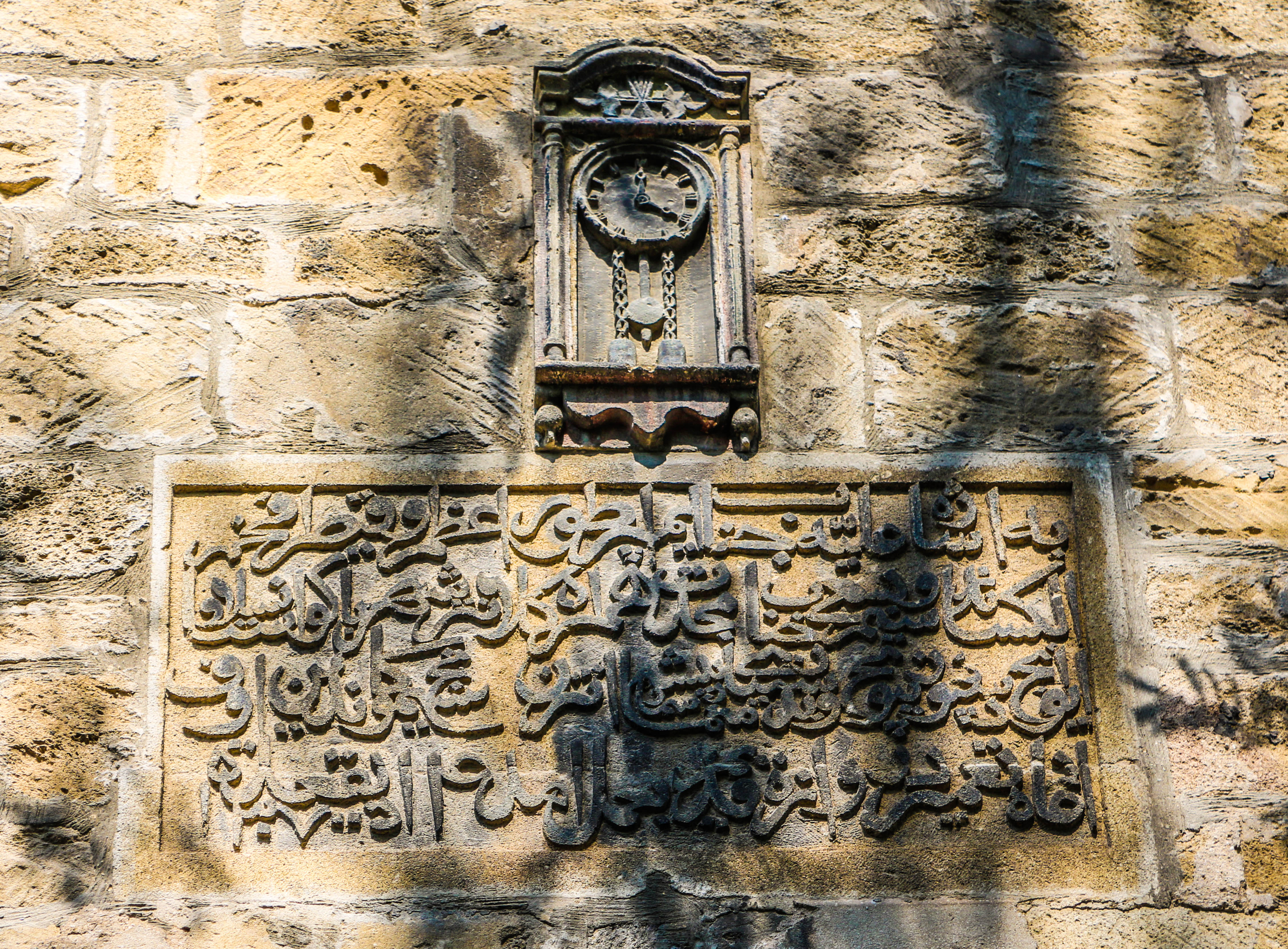